# Tiergarten Schönbrunn
Tiergarten Schönbrunn (Nederlands: Diergaarde Schönbrunn of Dierentuin Schönbrunn) geldt als de oudste nog bestaande dierentuin ter wereld. De dierentuin is opgericht in 1752 en bevindt zich in de tuinen van het voormalig keizerlijk paleis Schönbrunn in Wenen.

## Geschiedenis
Vanaf 1745 ontstond het idee voor een menagerie bij het slot Schönbrunn, met als doel om het prestige van de keizer te vergroten en om een select publiek te laten kennismaken met exotische dieren. In 1751 liet keizer Frans I Stefan hiervoor de eerste dieren aanvoeren, waarvoor handelaars in Amsterdam, Marseille, Livorno en Hamburg werden ingeschakeld. De menagerie was ontworpen als een cirkelvormige tuin waarin een twaalftal dierverblijven met bijbehorende gebouwen rondom een centraal paviljoen waren aangelegd. Bij de opening in de zomer van 1752 was de Tiergarten nog uitsluitend voor leden en gasten van de keizerlijke familie toegankelijk; pas in 1778 werd de dierentuin door keizerin Maria Theresia ook opengesteld voor bezoekers van buitenaf, zij het aanvankelijk alleen op zondagen. 
In 1770 kwam er voor het eerst een olifant naar de menagerie, die geschonken werd door stadhouder Willem V van Oranje-Nassau. Vleesetende dieren werden in de eerste decennia niet gehouden omdat ze slecht zouden ruiken, maar in 1781 verwierf de dierentuin toch voor voor het eerst roofdieren, te beginnen met wolven en beren. Keizer Jozef II liet in de periodes 1783-1785 en 1785-1787 expedities uitrusten naar respectievelijk Midden-Amerika en Zuid-Afrika om dieren te verwerven. De eerste giraffe kwam in 1828 naar Schönbrunn als een geschenk van Mohammed Ali van Egypte. 
In de Eerste en Tweede Wereldoorlog kwam telkens een groot deel van het dierenbestand van de Tiergarten om het leven en moest de collectie weer heropgebouwd worden. In zowel de jaren 1960 en 1990 werd het grondoppervlak van de dierentuin uitgebreid door de toevoeging van aanpalende percelen uit het Schlosspark van Schönbrunn aan de Tiergarten. 

## Omschrijving
Hoewel Tiergarten Schönbrunn al meer dan 250 jaar oud is, heeft de dierentuin in de 21e eeuw grotendeels aangepast aan de moderne eisen voor het houden van dieren. De historische delen van de keizerlijke menagerie zijn evenwel bewaard gebleven. 
De blikvangers van deze dierentuin zijn de reuzenpanda's, die sinds 2003 in Schönbrunn te zien zijn. De panda's zijn gehuisvest in het het historische gedeelte van de Tiergarten, waar verder ook de giraffen, nijlpaarden, Afrikaanse olifanten, koala's en Afrikaanse savannedieren zijn ondergebracht. Verder bevinden zich in dit gedeelte het park het vogelhuis, het aquarium- en terrariumgebouw, het apenhuis en de roofdierverblijven met leeuwen, tijgers, panters en jachtluipaarden.
In de recentere uitbreidingen van de dierentuin wordt in hogere mate gebruikgemaakt van de natuurlijke omgeving, bestaande uit loofbos en rotswanden. In een bosachtig gebied zijn bijvoorbeeld verblijven gecreëerd voor Euraziatische lynxen en wolven, alsook een boerderij met oude huisdierrassen. Verder bevinden zich er de verblijven voor pooldieren (ijsberen, pinguïns en manenrobben), de verblijven voor bergdieren (tahrgeiten, manenschapen en berberapen), het in 2002 geopende regenwoudhuis, en het park met Indische neushoorns. 
Buiten de grenzen van de eigenlijke dierentuin zijn ook twee voormalige plantenkassen in het Schlosspark van Schönbrunn in gebruik genomen door de dierentuin: één als Woestijnhuis en één als verblijf voor orang-oetans. 

## Fokprogramma's
Tiergarten Schönbrunn is lid van de European Association of Zoos and Aquaria en neemt als dusdanig deel aan meerdere internationale fokprogramma's. Anno 2024 coördineert en beheert de dierentuin de EEP- en ESB-stamboeken voor de noordelijke en de zuidelijke rotspinguïn, de hondsvissen en de fijileguanen.

## Galerij

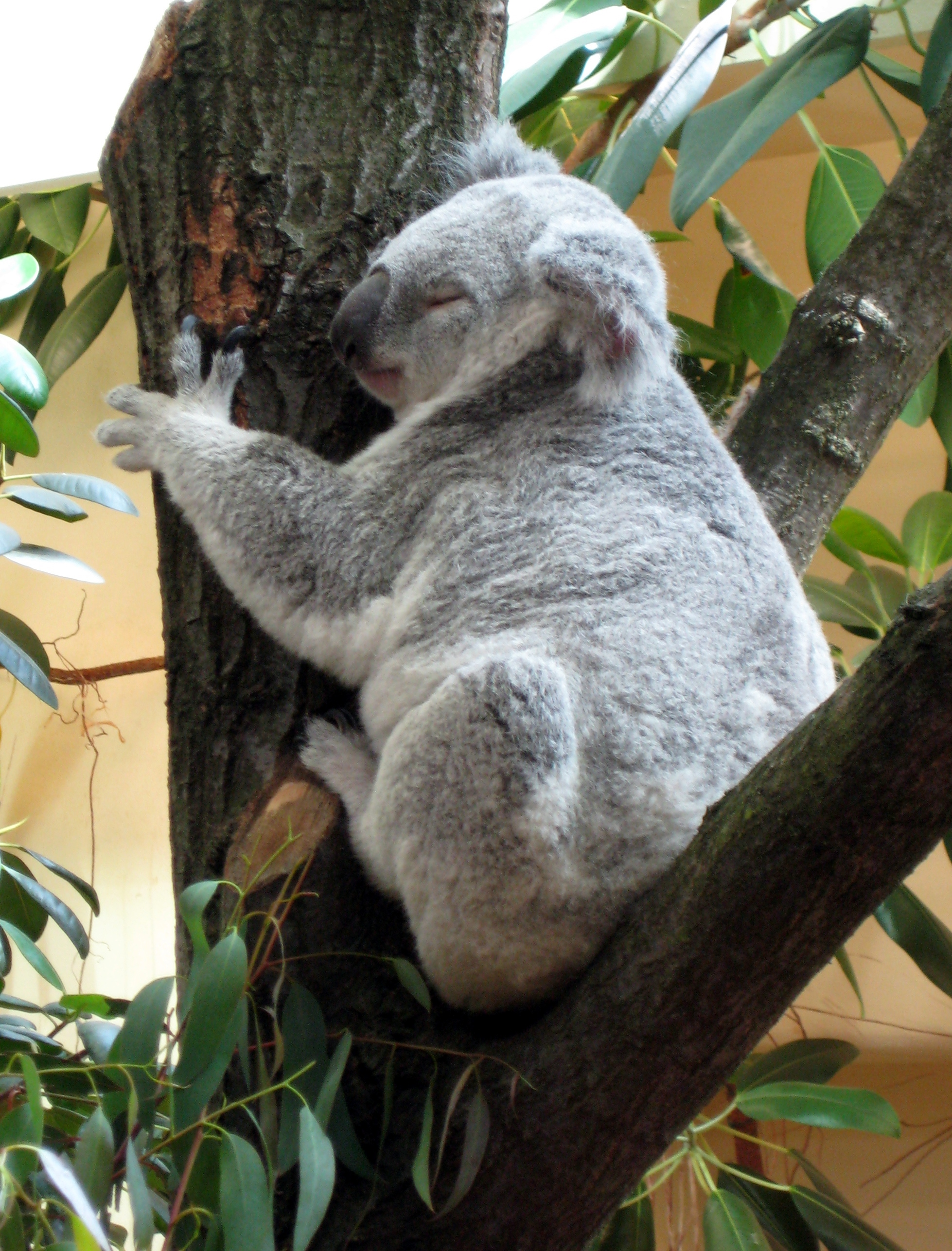
Koala
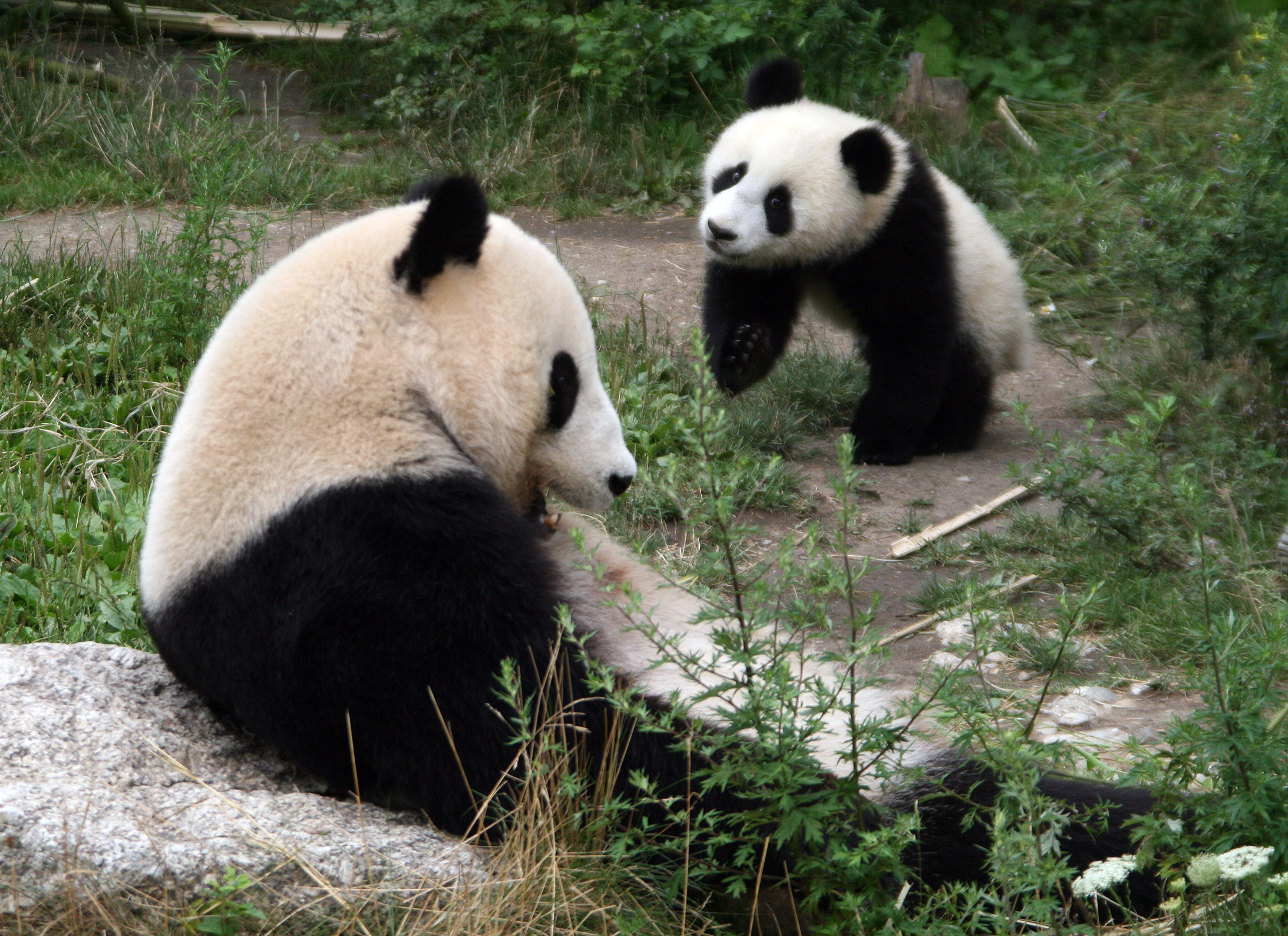
Reuzenpanda's
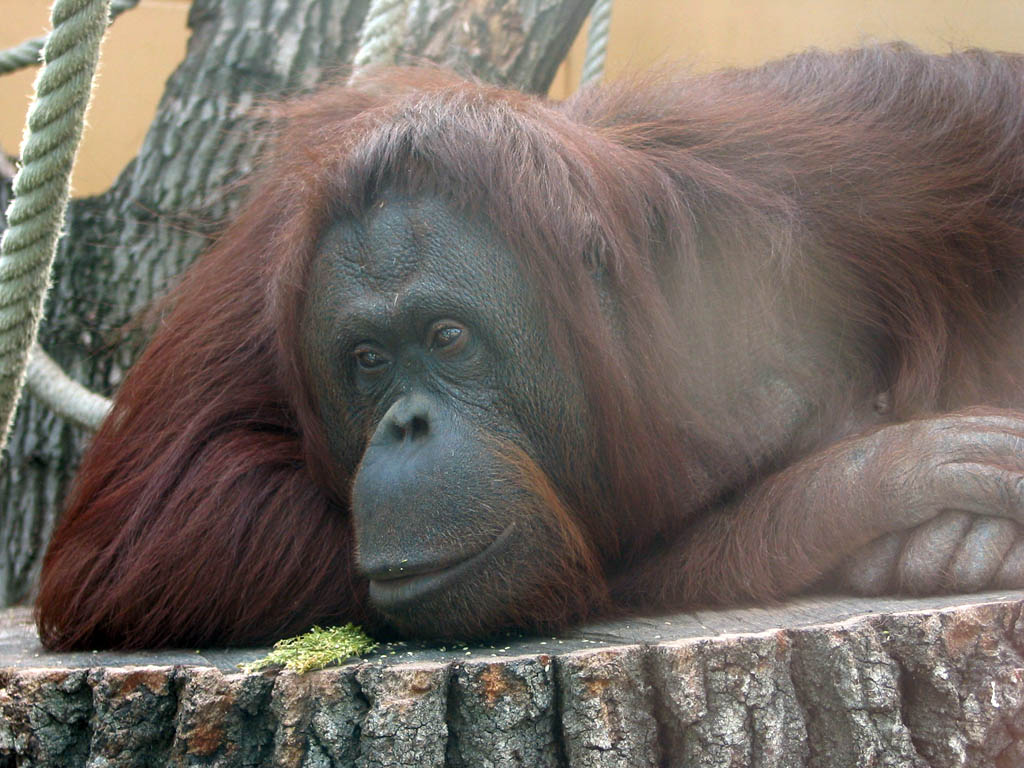
Borneose orang-oetan
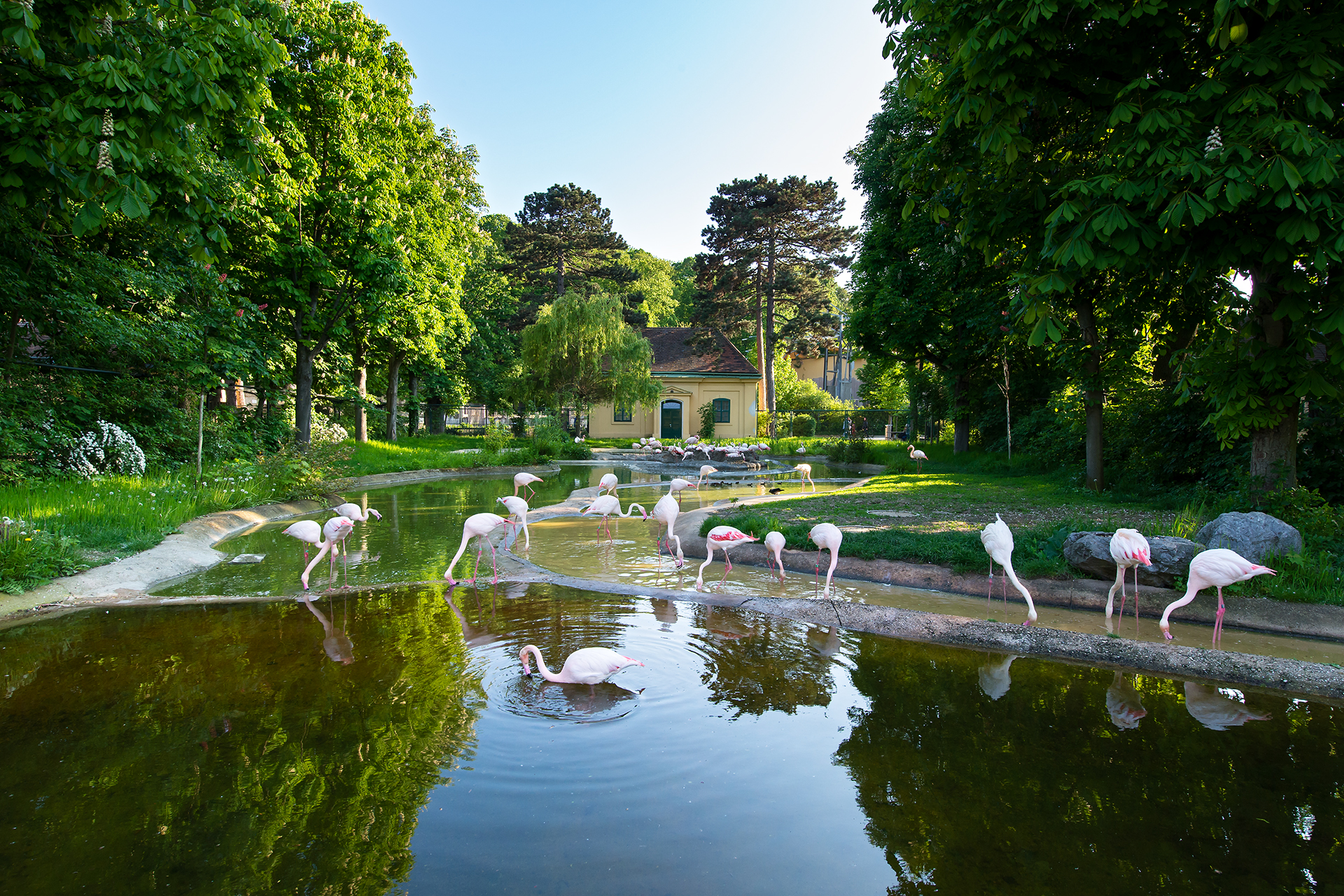
Verblijf voor flamingo's